# Émilien-Félix Darde
Émilien-Félix Darde, né le 29 août 1856 à Dangé-Saint-Romain, mort le 8 avril 1937 au Mans, est un militaire français, général de brigade, pendant la guerre de 1914-1918. 

## Biographie
Fils de Louis Darde et de Marie-Louise Pingeot. Il épouse le 31 juillet 1883 Émilienne-Rachel-Claire Séquard.
Pendant la grande guerre, son frère Adrien (1848-1930) est colonel d'infanterie, ses frères Ferdinand (1851-1944) et Edouard (1855-1942) sont médecins colonels.
Son petit-fils Christian-Maurice-Félix-Joseph Darde (1916-2006) sera général de division de l'armée de l'air.

### Carrière militaire
En 1876 élève à l'école polytechnique, en 1878 sous-lieutenant-élève à l'école d'application de l'artillerie et du génie.
Il fut à l'école de cavalerie de 1881 à 1882, puis en 1888 à l'école supérieur de guerre où il obtient un brevet d'état-major en 1890. 
En 1897, il est capitaine d'artillerie hors cadre à l'état-major de l'armée.

### Grande guerre
- 13 octobre 1914 : colonel, commandant par intérim l'artillerie du 11e corps d'armée.
- 15 février 1915 : nommé général de brigade[7], maintenu dans son poste.
- 21 juin 1915 : commandant l'artillerie de la 2e armée[7].
- 2 août 1915 : D'après le général Baumgarten : « nommé au commandement de l'artillerie de la 2e armée, a remarquablement organisé le service de tir de l'artillerie au 11e corps d'armée, a parfaitement préparé l'attaque de Toutvent[8](7 juin, lors de la bataille d'Hébuterne). Connaît admirablement son arme pour avoir longtemps commandé dans la troupe. Officier général de grande valeur. »
- 20 décembre 1915 : D'après le général Philippe Pétain : « officier général d'une grande conscience, très documenté au point de vue technique. Comme organisateur, la mise en œuvre d'une artillerie d'armée parait dépasser son horizon. Il n'a pas, ou ne possède plus la vivacité d'intelligence nécessaire à l'accomplissement de sa tâche, en particulier dans les circonstances où le temps intervient comme un facteur important ».
- 1er avril 1916 : Le magazine L'Illustration publie un dessin de G Scott "l'âme de la bataille", représentant le général Darde à son poste de commandement.
- 8 août 1916 : D'après le général Robert Nivelle : « nommé commandeur de la légion d'honneur (juillet 1916). Mis en congé de repos provisoire - sur la demande du général Pétain - sait très bien son métier, manque un peu d'initiative ».
- En février 1917 il est commandant des dépôts d'artillerie de la 4e région[9].

## Décorations
- 28 décembre 1897, chevalier de l'ordre national de la Légion d'honneur.
- 30 décembre 1914, officier de l'ordre national de la Légion d'honneur.

- 12 juillet 1916, commandeur de l'ordre national de la Légion d'honneur[10],[11],[12].
- Croix de guerre 14-18[7].